# Ghost Reveries
| Оценки критиков     | Оценки критиков |
| Источник            | Оценка          |
| ------------------- | --------------- |
| AllMusic            | [ 2 ]           |
| Alternative Press   | [ 3 ]           |
| Blabbermouth.net    | [ 4 ]           |
| Chronicles of Chaos | [ 5 ]           |
| Kerrang!            | [ 6 ]           |
| Pitchfork Media     | (8.4/10)        |
| PopMatters          | [ 8 ]           |
| Terrorizer          | [ 6 ]           |

Ghost Reveries — восьмой студийный альбом шведской прогрессив-дэт-метал-группы Opeth, вышедший в 2005 году.
Ghost Reveries стал первым альбомом группы после перехода на лейбл Roadrunner Records, а также первым альбомом, записанным с клавишником Пером Вибергом, вошедшим в состав группы на постоянной основе. Альбом был записан в период с 15 марта по 1 июня в Fascination Street Studios, расположенной в Эребру, Швеция. Художественное оформление альбома выполнил Трэвис Смит, работающий с Opeth с 1999 года. «Ghost Reveries» был выпущен 29 августа 2005 в Европе и 30 августа 2005 в Северной Америке. Он стал самым успешным альбомом Opeth, взобравшись на 64 строчку хит-парада Billboard 200.
26 июня 2005 был выпущен первый и единственный сингл с этого альбома, на который вошла почти вдвое урезанная композиция «The Grand Conjuration». На эту песню также был снят видеоклип.
31 октября 2006 вышло переиздание «Ghost Reveries» в упаковке digipack с дополнительным DVD. На CD, помимо самого альбома, была включена песня «Soldier of Fortune» — кавер-версия композиции Deep Purple 1974 года. На DVD вошёл 40-минутный документальный фильм «Beyond Ghost Reveries» о создании альбома, весь альбом в звуковом формате Dolby 5.1 Surround Sound, а также видеоклип «The Grand Conjuration».

## Список композиций
Вся музыка написана Микаэлем Окерфельдтом и Opeth. Все тексты написаны Микаэлем Окерфельдтом.
1. «Ghost of Perdition» — 10:29
2. «The Baying of the Hounds» — 10:41
3. «Beneath the Mire» — 7:57
4. «Atonement» — 6:28
5. «Reverie/Harlequin Forest» — 11:39
6. «Hours of Wealth» — 5:20
7. «The Grand Conjuration» — 10:21
8. «Isolation Years» — 3:51

Бонус-трек в переиздании 2006:
- «Soldier of Fortune» (музыка: Ричи Блэкмор; текст: Дэвид Ковердейл) — 3:15 (записана 21 июня 2006)

## Участники записи
- Микаэль Окерфельдт — весь вокал, гитара, меллотрон
- Петер Линдгрен — гитара
- Мартин Мендес — бас-гитара
- Мартин Лопес — барабаны и перкуссия
- Пер Виберг — меллотрон, орган, рояль и синтезатор
- Мартин Аксенрот — ударные на «Soldier of Fortune»